# Plantae Europeae
Plantae Europeae (abreviado Pl. Eur.) es un libro con ilustraciones y descripciones botánicas que fue escrito por el botánico austríaco alemán.; Karl Richter y publicado en 2 volúmenes en los años 1890-1903.
Karl (Carl) Richter (1855 - 1891) fue el autor del primer volumen de Plantae europaeae, y el segundo volumen (en tres fascículos) los continuó Gürke (1854-1911).

## Publicación
- Volumen n.º 1: Oct 1890;
- Volumen n.º 2(1): 1-160. 1 Jul 1897; 2(2): 161-320. 31 Jan 1899; 2(3): 321-480. 8 Dec 1903.